# Edward Dixon
Edward Dixon est un footballeur international libérien, né le 8 mai 1976.

## Biographie
Edward Dixon commence sa carrière de joueur au grand club libérien, le Invincible Eleven.
Il passe ensuite le reste de sa carrière dans les championnats Français. Il arrive en France par le biais de l'Olympique d'Alès, avec lequel il joue sept match en 2e Division. À la suite de la descente du club en National, il joue vingt-sept matchs pour sept buts avant que le club doit une nouvelle fois rétrogradé et décide de partir une année au Nîmes Olympique, alors en Ligue 2. Il ne joue aucun match de championnat et revient à Alès, et s'engage l'année suivante au Stade Beaucairois, également en CFA.
Passé par l'AS Frontignan et FA Ile Rousse, il signe en 2002 avec le FC Bourg-Péronnas en CFA mais le club termine champion et monte en National pour 2003-2004. Il inscrit sept buts en trente-deux matchs, mais ne parviens pas à maintenir le club en National. Il évolue ensuite au Vendée Luçon et Thouars Foot 79 (CFA2) puis au RC.Lons-le-Saunier (DH Franche-Comté), avant de signer au F.C.Morteau-Montlebon en 2010. Il rejoindra en 2012 l'US Pont de Roide - Vermondans avec qui il connaîtra la remontée en DH.
International libérien aux côtés de George Weah, il participe à la Coupe d'Afrique en 2002 sans parvenir à passer le premier tour, et rate de peu la qualification pour le mondial 2002.